# Myoxanthus reymondii
Myoxanthus reymondii là một loài thực vật có hoa trong họ Lan. Loài này được (H.Karst.) Luer mô tả khoa học đầu tiên năm 1982.

## Hình ảnh

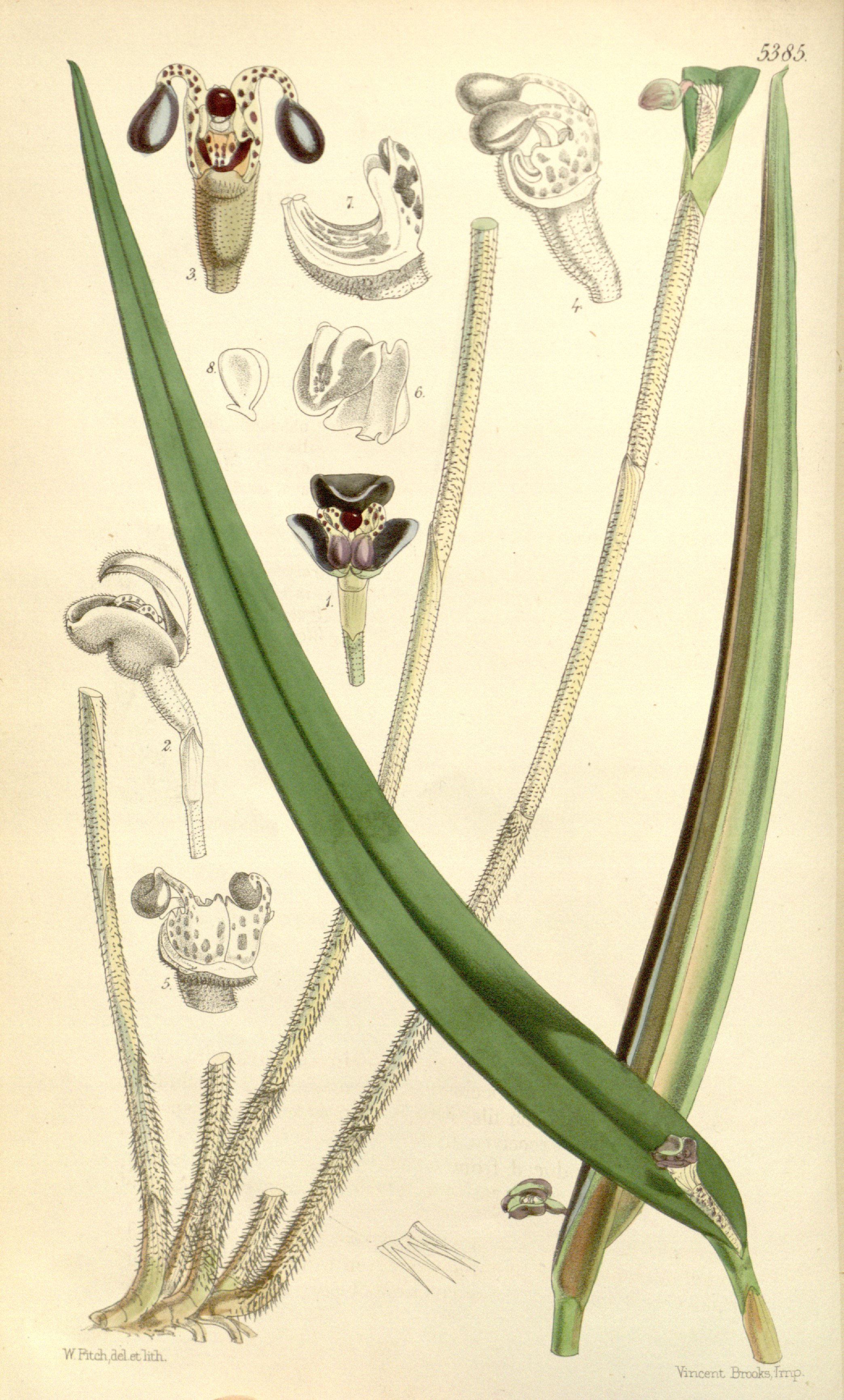